# ريك ميلر (سياسي)
ريك ميلر (بالإنجليزية: Rick Miller)‏ هو سياسي أمريكي، ولد في 19 مارس 1945. حزبياً، نشط في الحزب الجمهوري. وقد انتخب عضو مجلس نواب تكساس.

## وصلات خارجية
- الموقع الرسمي